# Stardust (banda)
Stardust fue un proyecto musical francés colaborativo por única vez de los productores Thomas Bangalter, Alan Braxe y el vocalista Benjamin Diamond.

## Historia

### Carrera en los inicios
Este grupo de corta vigencia lanzó la popular canción "Music Sounds Better with You" en junio de 1998. La canción, que está basada sobre un sample de la canción "Fate" de Chaka Khan, fue un éxito instantáneo, y muchos la consideraron como la mejor canción house del milenio. [cita requerida] 
Fue grabada en París por "Daft House productions", del cual Bangalter, la mitad del popular dúo de 
House Francés, Daft Punk, es dueño. La canción fue concebida en el Rex Club, en París, donde el trío tocó un set en vivo. Bangalter y Braxe crearon la parte instrumental sobre la cual Diamond
instintivamente cantó el título de la canción encima. Al día siguiente llevaron la grabación 
al estudio y añadieron el sample de Chaka Khan.
A pesar de que a Bangalter le ofrecieron tres millones de dólares para producir un álbum de Stardust, los
tres miembros de la banda tomaron diferentes rumbos después de su próspero debut.
Diamond y Braxe siguieron con sus carreras solistas, mientras que Bangalter, junto con su compañero Guy-Manuel de Homem-Christo, lanzaron el segundo álbum de Daft Punk, Discovery.
La canción "Music Sounds Better with You" no tuvo su propio videoclip hasta después de varios 
meses de su lanzamiento. Esto fue aprovechado por la serie musical británica "The Chart Show", 
a la que se le había pedido mostrar viejas escenas antes de que el show terminara en agosto de 1998. El programa utilizó esta canción para crear una compilación de viejas escenas con la música de fondo. Finalmente, se realizó el video oficial, fue dirigido por el aclamado director
Michel Gondry.